# کویرینوس هاردر
 کویرینوس هاردر (انگلیسی: Quirinus Harder؛ ۱۳ اکتبر ۱۸۰۱ – ۱ ژانویه ۱۸۸۰) یک معمار، مهندس عمران، و مهندس اهل هلند بود.